# James Hart (rugby à XV)
Pour les articles homonymes, voir James Hart et Hart.

a Compétitions nationales et continentales officielles uniquement.

Dernière mise à jour le 20 décembre 2023.
James Hart, né le 28 juillet 1991 à Dublin, est un joueur franco-irlandais de rugby à XV évoluant aux postes de demi de mêlée et demi d'ouverture.

## Biographie

### Jeunesse et débuts dans le rugby
James Hart est né le 28 juillet 1991 à Dublin en Irlande d'un père irlandais et d'une mère française. Il commence le rugby à l'âge de 6 ans dans le club du Clontarf FC. À 16 ans, il joue une saison, en cadet, au Stade toulousain avec des joueurs tels que Sébastien Bézy ou encore Jean-Marc Doussain car sa mère est originaire de cette région, et ses grands-parents y habitent. Il rentre ensuite en Irlande, où il poursuit sa formation avec le Leinster Rugby. Mais il n'est pas choisi pour intégrer le centre de formation provinciale et part donc jouer la All Ireland League, un championnat amateur, avec son club formateur du Clontarf FC.

### Passage à Grenoble (2011-2016)
Le club est alors entraîné par Bernard Jackman, qui rejoindra la saison suivante le FC Grenoble. En juin 2011, ce polyvalent demi et buteur rejoint alors le FC Grenoble. Il dispute son premier match la saison suivante, lors de la rencontre de Challenge européen contre les London Welsh et marqua ses premiers points en passant une transformation.
Il devient ensuite un joueur important du dispositif grenoblois partir de la saison 2013-2014.

### Avec le Racing 92 (depuis 2016)
En mai 2016, il officialise son départ pour le Racing 92 avec un contrat d'une durée de trois ans. Il fait ses débuts avec le club francilien lors de la première journée du championnat de France 2016-2017, en tant que titulaire, face à l'Union Bordeaux Bègles.

### Retour en Irlande (2017-2019)
En 2017, il s'engage au Munster où il dispute deux saisons. 
En 2019, il signe à Biarritz pour trois saisons. Après avoir participé à la remontée du BO en Top 14, il s'engage en tant que joker médical à l'Union Bordeaux Bègles en novembre 2021 puis termine la saison avec le BO. Son contrat n'est pas reconduit à l'issue de la saison 2021-2022 et il s'engage au Stade montois, qu'il quitte en janvier 2023.
En décembre 2023, il s'engage pour l'USA Limoges en Nationale 2. Dans son nouveau club il ne s'éternise pas puisque dès l'été 2024 il rejoint les rangs du RC Narbonne, finaliste du championnat de Nationale 2023-2024.Son aventure sous les couleurs oranges et noires s'avère délicate avec un manque de temps de jeu poussant le joueur à quitter le club à l'issue de sa première saison.

## Style de jeu et reconnaissance
Bernard Jackman, son entraineur au Clontarf FC et au FC Grenoble, déclare en 2013 « James est un joueur très complet pour son poste. C'est un super buteur qui possède une qualité de passe rapide, précise, et une technique de plaquage aboutie » avant d'ajouter « Le plus impressionnant, c'est sa capacité de travail, proche de celle d'un Wilkinson. Il a un très gros potentiel ».